# Kruoja Pokroje
Kruoja Pokroje (lit. Futbolo Klubas Kruoja) – litewski klub piłkarski z siedzibą w Pokrojach, działający w latach 2001–2016.

## Historia
Klub został założony w 2001 r., chociaż już od 1990 klub regularnie uczestniczył w rozgrywkach trzeciej i czwartej ligi litewskiej. W 2004 klub zajął pierwsze miejsce w lidze trzeciej i awansował do drugiej ligi litewskiej (I lyga). W sezonie 2008 klub zajął 10. miejsce, ale przed rozpoczęciem kolejnych rozgrywek został dołączony do A Lygi. W czasie sezonu 2015, na skutek wielokrotnych oskarżeń o ustawianie meczów, wycofał się z ligi i zakończył działalność.

## Osiągnięcia
- A Lyga:

2 miejsce: 2014
4 miejsce: 2012
- Puchar Litwy:

1/32 finału: 2006, 2009/10

## Europejskie puchary
Legenda do wszystkich tabel:
- Q – runda eliminacyjna, 1/16, 1/8, 1/4, 1/2 – odpowiednia faza rozgrywek, Grupa – runda grupowa, 1r gr – pierwsza runda grupowa, 2r gr – druga runda grupowa, F – finał, R – runda, PO – play-off
- k. – rzuty karne, los. – losowanie, Dogr. – dogrywka, w. – zasada bramek strzelonych na wyjeździe

| Sezon   | Rozgrywki   | Runda | Klub                  | Dom | Wyjazd | Ogólnie |
| ------- | ----------- | ----- | --------------------- | --- | ------ | ------- |
| 2013/14 | Liga Europy | 1Q    | Dynama Mińsk          | 0–3 | 0–5    | 0–8     |
| 2015/16 | Liga Europy | 1Q    | Jagiellonia Białystok | 0–1 | 0–8    | 0–9     |